# Otokwa
Pour l’article homonyme, voir Otokwa (ville).
L’Otokwa est un fleuve d'Indonésie coulant sur l'île de Nouvelle-Guinée.

## Géographie
L'Otokwa prend sa source dans la chaîne de Sudirman et se jette dans la mer d'Arafura. Son parcours orienté nord-sud est intégralement inclus dans le kabupaten de Mimika appartement à la province de Papouasie.
L'Otokwa prend sa source à la confluence des rivières Tsing et Nasura, à environ 1 200 mètres d'altitude,. Ces deux rivières prennent leur source au pied du Puncak Jaya pour la Nasura et au pied du Carstensz Oriental pour la Tsing.
L'Otokwa progresse sur une bonne partie de son parcours dans la plaine méridionale de la Nouvelle-Guinée. Là, le fleuve se divise en deux bras principaux, dont l'un baigne la ville d'Otokwa, qui se rejoignent ensuite au niveau de l'embouchure qui se fait dans une baie de la mer d'Arafura au bord de laquelle se trouve la ville de Jarero.

## Régime hydrique
Le cours de l'Otokwa est intégralement situé sous un climat équatorial. Ce climat induit de fortes précipitations réparties régulièrement tout au long de l'année,. De plus, les sources de l'Otomona naissent directement ou indirectement de la fonte de glaciers. Le fleuve est ainsi alimenté en eau régulièrement tout au long de l'année, même dans les parties supérieures de son cours.